# Magnus Rosén
Pour les articles homonymes, voir Rosen.
Magnus Rosén est un bassiste suédois né le 10 juin 1963. Il fut le bassiste du groupe de power metal Hammerfall de 1997 à 2007.